# Courtrai-Gammerages
Courtrai-Gammerages (Kortrijk-Galmaarden en néerlandais) est une course cycliste belge, disputée de 1957 à 1978 entre Courtrai et Gammerages, en Région flamande,.

## Palmarès
| Année                     | Vainqueur                 | Deuxième                   | Troisième                 |
| Épreuve pour indépendants | Épreuve pour indépendants | Épreuve pour indépendants  | Épreuve pour indépendants |
| ------------------------- | ------------------------- | -------------------------- | ------------------------- |
| 1957                      | Clément Roman             |                            |                           |
| 1958                      | Willy Vanden Berghen      |                            |                           |
| 1959                      | Daniel Carpentier         |                            |                           |
| 1960                      | Roger Verlee              |                            |                           |
| 1961                      | Robert Vandecaveye        | René Couchez               | Herman Cornelis (de)      |
| 1962                      | Frans Melckenbeeck        | Julien Gekière             | Gabriel Delameilleure     |
| 1963                      | Edward Sels               | Roland Aper                | Herwig Roels              |
| 1964                      | Jos Huysmans              | Noël Nemegeer              | Alfons De Bal             |
| 1965                      | Henri Pauwels             | Joseph Spruyt              | Eric De Roose             |
| Épreuve pour amateurs     |                           |                            |                           |
| 1966                      | Emile Coppens             | Victor Nuelant             | Eric Tommelein            |
| 1967                      | Jos Van Mechelen          | Guido Van Damme            | Robert Legein             |
| 1968                      | Herman Vrijders           | Englebert Opdebeeck        | André Van Winckel         |
| 1969                      | Frans Tilburgs            | Frans Staes                | Emile Cambré              |
| 1970                      | Frans Verhaegen           | Paul Aerts                 | Ludo Van Der Linden       |
| 1971                      | Theo Fierens              | Freddy Maertens            | Willy Abbeloos            |
| 1972                      | Lucien De Brauwere        | Ferdinand Peersman         | Louis Verreydt            |
| 1973                      | René Dillen               | Cees Priem                 | Jan Raas                  |
| 1974                      | André Coppers             | Bernard Draux              | Eddy Van Hoof             |
| 1975                      | Johnny Vanderveken        | Pol Verschuere             | Emiel Gysemans            |
| 1976                      | Benjamin Van der Auwera   | Jean-Philippe Vandenbrande | Rudy Pevenage             |
| 1977                      | Guido Van Calster         | Patrick Pevenage (nl)      | Claude Criquielion        |
| 1978                      | Gérard Blockx             | Patrick Pevenage (nl)      | Claude Criquielion        |